# UMTS
Universal Mobile Telecommunications System (UMTS) je ena ključnih tehnologij in sestavni del tretje generacije (3G) mobilnih sistemov GSM. Najbolj razširjena je uporaba W-CDMA (Wideband Code Division Multiple Access) kot brezžičnega vmesnika in je evropski odgovor na ITU IMT-2000 zahteve za mobilne sistem tretje generacije. UMTS je večkrat promovirana kot 3GSM, kar vključuje oznako značilnosti 3G generacije in standarda GSM. Za standardizacijo skrbi 3GPP (3rd Generation Partnership Project).

## Značilnosti
UMTS s pomočjo W-CDMA v teoriji omogoča prenos podatkov s hitrostmi do 14.0 Mbit/s (s HSDPA), vendar v realnih omrežjih uporabniki dosegajo hitrosti do 384 kbit/s za R99 mobilne terminale in do 3.6 Mbit/s za HSDPA mobilne terminale pri prenosu podatkov k uporabniku.
Kar je še zmeraj bistveno več kot 14.4 kbit/s CSD GSM povezavi ali večkratni 14.4 kbit/s kanal pri HSCSD povezavi in predstavlja konkurenco drugim omrežnim tehnologijam, kot so CDMA2000, PHS ali WLAN pri dostopu do Interneta in drugih podatkovnih storitev na mobilnih napravah.
Predhodniki UMTS in 3G tehnologij so mobilni sistemi druge generacije (2G, kot so GSM, IS-95, PDC, PHS in druge 2G tehnologije razvite za različna tržišča. V primeru GSM, vmesni razvojni korak do UMTS predstavlja GPRS, poznan tudi kot 2.5G. GPRS ponuja višje prenosne hitrosti (do 140.8 kbit/s, čeprav so tipične prenosne hitrosti bližje 56 kbit/s) in je paketni prenos podatkov. GPRS se uporablja v mnogih GSM omrežjih. E-GPRS ali EDGE, je naslednja razvojna stopnja GPRS in temelji na sodobnejših kodirnih shemah ter omogoča praktične prenose do 180 kbit/s. EDGE sistemi so poimenovani tudi »2.75G sistemi«.
V letu 2006 je mnogo mobilnih operaterjev že začelo z nadgradnjami omrežij UMTS s tehnologijo HSDPA (High Speed Downlink Packet Access), znano tudi kot 3.5G, ki omogoča hitrosti prenosa do 3.6 Mbit/s v smeri proti uporabniku. Precej pozornosti je posvečene tudi razvoju kakovosti in povečanju hitrosti prenosa od uporabnika proti omrežju s pomočjo HSUPA (High-Speed Uplink Packet Access). 3GPP ki pripravlja in razvija standard, ima v daljšem časovnem obdobju v načrtu povečevanje UMTS hitrosti na 4G hitrosti, do 100 Mbit/s proti uporabniku in do 50 Mbit/s od uporabnika proti omrežju s pomočjo novih tehnologij vmesnikov OFDM.
UMTS podpira mobilne videokonference, čeprav izkušnje iz razvitih trgov, kot je Japonska kažejo, da zanimanje uporabnikov za video telefonijo ni pretirano.
Med drugimi načini uporabe UMTS so zanimivi prenosi večjih količin glasbenih in video vsebin kot tudi TV prenosi v živo.